# فرودگاه گاردنر (ایندیانا)
فرودگاه گاردنر (ایندیانا) (به انگلیسی: Gardner Airport (Indiana)) یک فرودگاه خصوصی است . این فرودگاه در کشور ایالات متحده آمریکا قرار دارد و در ارتفاع ۲۲۶ متری از سطح دریا واقع شده‌است.